# Benedetto Aloisi Masella

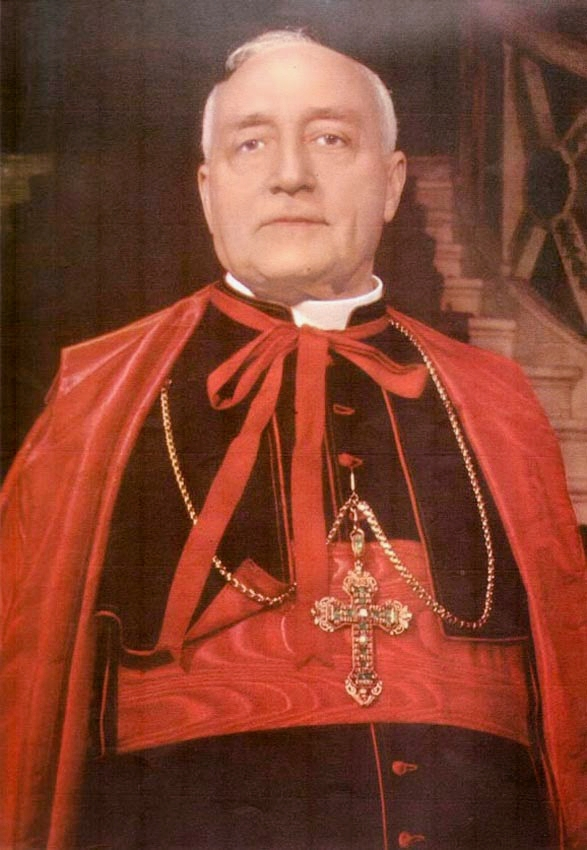
Benedetto Kardinal Aloisi Masella

Benedetto Kardinal Aloisi Masella (* 29. Juni 1879 in Pontecorvo, Provinz Frosinone, Italien; † 30. September 1970 in Rom) war ein italienischer Geistlicher, Diplomat des Heiligen Stuhls und Kurienkardinal der römisch-katholischen Kirche.

## Leben

Kardinalswappen

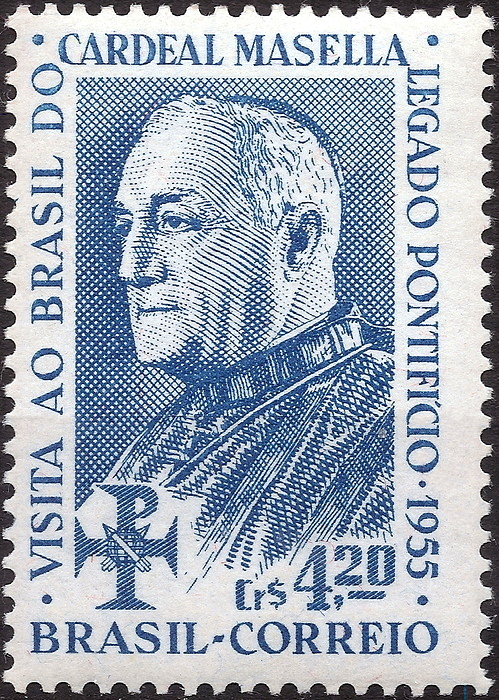
Benedetto Kardinal Aloisi Masella auf einer brasilianischen Briefmarke, 1955

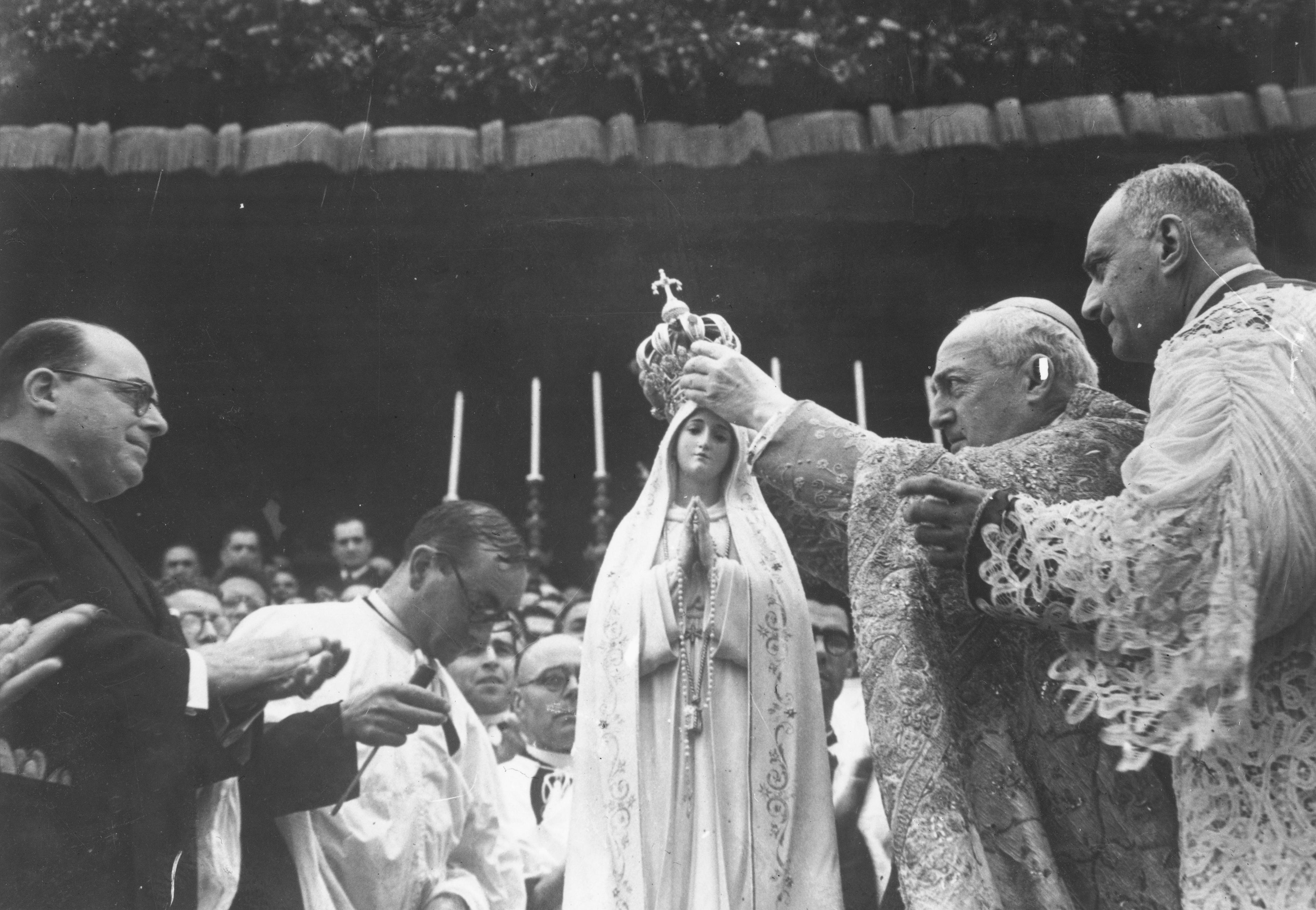
Fátima, 13. Mai 1946: Krönung der Statue Unserer Lieben Frau von Fatima durch Kardinal Masella

Benedetto Aloisi Masella besuchte das Seminar von Ferentino und das Almo Collegio Capranica, er studierte an mehreren Universitäten Roms die Fächer Philosophie und Katholische Theologie. Am 1. Juni 1902 empfing er durch seinen Onkel, Kardinal Gaetano Aloisi Masella, das Sakrament der Priesterweihe. Nach weiterführenden Studien trat er 1906 in den diplomatischen Dienst des Vatikans und arbeitete zunächst im Staatssekretariat. Von 1908 bis 1919 war er Mitarbeiter der Apostolischen Nuntiatur in Portugal.
Nach seiner Ernennung zum Titularerzbischof von Caesarea in Palaestina und zum Apostolischen Nuntius in Chile spendete ihm am 21. Dezember 1919 Kardinalstaatssekretär Pietro Gasparri die Bischofsweihe; Mitkonsekratoren waren Erzbischof Sebastião Leite de Vasconcellos, emeritierter Bischof von Beja, und Antonio Maria Iannotta, Bischof von Sora, Aquino e Pontecorvo. Am 26. April 1927 ernannte ihn Papst Pius XI. zum Apostolischen Nuntius in Brasilien.
Pius XII. nahm Aloisi Masella am 18. Februar 1946 als Kardinalpriester mit der Titelkirche Santa Maria in Vallicella in das Kardinalskollegium auf. Bereits am 21. Juni 1948 wurde Masella zum Kardinalbischof von Palestrina erhoben. 1946 vertrat Masella den Papst bei den Feierlichkeiten anlässlich der Krönung Unserer Lieben Frau von Fatima. Papst Pius XII. ernannte ihn 1954 zum Präfekten der Kongregation für die Ordnung der Sakramente, die er bis 1968 leitete. Im Juli 1955 nahm Kardinal Masella als Päpstlicher Legat am 36. Eucharistischen Weltkongress in Rio de Janeiro teil.
Am 9. Oktober 1958 wurde er Camerlengo der Heiligen Römischen Kirche und leitete als solcher die vatikanische Administration während der Sedisvakanzen von 1958 und 1963. Er war Teilnehmer des Konklave von 1958, bei dem Papst Johannes XXIII. gewählt wurde. In den Jahren 1962 bis 1965 war Kardinal Masella Konzilsvater beim Zweiten Vatikanischen Konzil. Er nahm ferner am Konklave 1963 teil, aus dem Paul VI. als Papst hervorging.
Benedetto Aloisi Masella starb am 30. September 1970 in Rom an einer Nierenerkrankung und wurde in der Kathedrale von Pontecorvo beigesetzt.